# Ugandische Leichtathletik-Meisterschaften 2019
Die Ugandischen Leichtathletik-Meisterschaften 2019 wurden am 26. und 27. Juli im Mandela National Stadium in der Nähe der Hauptstadt Kampala ausgetragen.
Für die Wettbewerbe waren auch 30 Athleten aus Kenia, Burundi und dem Südsudan gemeldet. Die Sprinterin Leni Shida brach am ersten Veranstaltungstag zunächst ihren eigenen Nationalrekord über 400 Meter in 51,47 s zum siebten Mal seit Februar 2018 und legt am nächsten Tag mit 23,43 s über 200 Meter nach, womit sie auch über diese Distanz den 12 Jahre alten Nationalrekord von Justine Bayiga um drei Hundertstelsekunden unterbot.

## Medaillengewinner

### Männer
| Disziplin              | Gold                                                                   | Leistung     | Silber                                                                     | Leistung     | Bronze                                                                     | Leistung     |
| ---------------------- | ---------------------------------------------------------------------- | ------------ | -------------------------------------------------------------------------- | ------------ | -------------------------------------------------------------------------- | ------------ |
| 100 m (Wind: +1,3 m/s) | Solomon Obuto                                                          | 10,50 s      | Pius Adome                                                                 | 10,54 s      | Godwin Byamukama                                                           | 10,64 s      |
| 200 m (Wind: +2,6 m/s) | Benson Okot                                                            | 20,95 s      | Pius Adome                                                                 | 21,00 s      | Solomon Obuto                                                              | 21,14 s      |
| 400 m                  | Leonard Opiny                                                          | 46,05 s      | Denis Opio                                                                 | 46,68 s      | Haron Adoli                                                                | 46,70 s      |
| 800 m                  | Tom Dradiga                                                            | 1:49,21 min  | Emmanuel Osuje                                                             | 1:50,00 min  | Daniel Ogwok                                                               | 1:52,00 min  |
| 1500 m                 | Peter Simotwo                                                          | 3:47,27 min  | Alex Cherop                                                                | 3:49,16 min  | Julius Ochieng                                                             | 3:49,26 min  |
| 5000 m                 | Kevin Kibet                                                            | 13:42,98 min | Moses Kurong                                                               | 13:45,25 min | Geoffrey Kipsang                                                           | 13:48,75 min |
| 10.000 m               | Timothy Toroitich                                                      | 28:23,76 min | Thomas Ayeko                                                               | 28:31,82 min | Abel Chebet                                                                | 28:35,27 min |
| 3000 m Hindernis       | Benjamin Kiplagat                                                      | 8:37,80 min  | Ezekiel Mutai                                                              | 8:52,35 min  | David Bushendich                                                           | 8:53,74 min  |
| 4 × 100 m Staffel      | PoliceEmmanuel Nuwagaba Pius Adome Yahaya Maliyamungu Godwin Byamukama | 40,25 s      | MakindyeGodfrey Chanwengo Emmanuel Aboda Allan Ngobi Denis Mudo            | 41,66 s      | Uganda Wildlife AuthorityEric Okwii Denis Opio Leonard Opiny Solomon Obuto | 41,93 s      |
| 4 × 400 m Staffel      | PrisonsEmmanuel Goni Daniel Ogwok Andrew Moses Opolot Musa Isabirye    | 3:10,98 min  | Uganda Wildlife AuthorityLeonard Opiny Solomon Obuto Denis Opio Eric Okwii | 3:11,39 min  | PoliceOroma Williamson Joshua Jagalo Pius Adome Godwin Byamukama           | 3:15,94 min  |
| Hochsprung             | Andrew Otim                                                            | 1,90 m       | Francis Isaano                                                             | 1,85 m       | Jeremiah Arua Garang                                                       | 1,85 m       |
| Weitsprung             | Moses Komakech                                                         | 7,16 m       | Denish Odongo                                                              | 7,10 m       | Oroma Williamson                                                           | 7,01 m       |
| Dreisprung             | Denish Odongo                                                          | 15,29 m      | Richard Nixon Tabu                                                         | 14,74 m      | Francis Odokonyero                                                         | 14,50 m      |
| Kugelstoßen            | Odong Baya                                                             | 13,50 m      | Jacob Wokorach                                                             | 12,81 m      | Martin Odong                                                               | 12,32 m      |
| Diskuswurf             | Anthony Tukamwebwa                                                     | 41,04 m      | Baya Odong                                                                 | 40,80 m      | Jacob Wokorach                                                             | 37,43 m      |
| Speerwurf              | Patrick Kibwota                                                        | 62,58 m      | Moses Jinnaro Oceng                                                        | 61,50 m      | Johnson Mwaka                                                              | 59,05 m      |

### Frauen
| Disziplin              | Gold                                                                                      | Leistung     | Silber                                                                               | Leistung     | Bronze                                                           | Leistung     |
| ---------------------- | ----------------------------------------------------------------------------------------- | ------------ | ------------------------------------------------------------------------------------ | ------------ | ---------------------------------------------------------------- | ------------ |
| 100 m (Wind: −0,5 m/s) | Jacent Nyamahunge                                                                         | 11,68 s      | Claire Batyo                                                                         | 12,13 s      | Maureen Banura                                                   | 12,17 s      |
| 200 m (Wind: +1,7 m/s) | Leni Shida                                                                                | 23,43 s      | Jacent Nyamahunge                                                                    | 23,66 s      | Stella Wonruku                                                   | 24,10 s      |
| 400 m                  | Leni Shida                                                                                | 51,47 s      | Stella Wonruku                                                                       | 52,86 s      | Nashiba Nabirye                                                  | 53,62 s      |
| 800 m                  | Halimah Nakaayi                                                                           | 2:05,40 min  | Nashiba Nabirye                                                                      | 2:08,20 min  | Belinda Chemutai                                                 | 2:12,44 min  |
| 1500 m                 | Sarah Chelangat                                                                           | 4:18,77 min  | Marvalous Orishaba                                                                   | 4:29,90 min  | Belinda Chemutai                                                 | 4:33,80 min  |
| 5000 m                 | Rachael Zena Chebet                                                                       | 15:49,03 min | Patricia Chekwemoi                                                                   | 16:05,56 min | Annet Chesang                                                    | 16:22,79 min |
| 10.000 m               | Rachael Zena Chebet                                                                       | 32:42,36 min | Viola Chemos                                                                         | 34:36,12 min | Emily Chebet                                                     | 34:36,17 min |
| 3000 m Hindernis       | Regina Cherotich                                                                          | 10:30,68 min | Sylvia Chelangat                                                                     | 11:05,32 min | Annet Chebet                                                     | 11:07,68 min |
| 4 × 100 m Staffel      | PoliceLeni Shida Emily Nanziri Maureen Banura Mary Zawadi Unyuthfua                       | 47,08 s      | Uganda Wildlife AuthorityEmmanuella Oroma Halimah Nakaayi Agnes Apio Winnie Nanyondo | 48,48 s      | PrisonsEunice Apolo Stella Wonruku Ruth Apolot Brenda Adokorach  | 48,58 s      |
| 4 × 400 m Staffel      | Uganda Wildlife AuthorityHalimah Nakaayi Winnie Nanyondo Angella Nakayima Nashiba Nabirye | 3:44,44 min  | PoliceLeni Shida Emily Nanziri Moureen Banura Evaline Acan                           | 3:45,38 min  | PrisonsEunice Apollo Stella Wonruku Ruth Apolot Brenda Adokorach | 3:52,89 min  |
| Hochsprung             | Jane Nabassa                                                                              | 1,50 m       | Dorothy Abeja                                                                        | 1,47 m       | Joyce Ajok                                                       | 1,45 m       |
| Weitsprung             | Mary Zawadi Unyuthfua                                                                     | 5,75 m       | Scovia Lakot                                                                         | 5,49 m       | Sidonia Atto                                                     | 5,46 m       |
| Dreisprung             | Scovia Lakot                                                                              | 12,56 m      | Sidonia Atto                                                                         | 11,84 m      | Pauline Apio                                                     | 11,81 m      |
| Kugelstoßen            | Mercy Laker                                                                               | 11,88 m      | Caroline Aber                                                                        | 11,82 m      | Janneth Acan                                                     | 11,00 m      |
| Diskuswurf             | Josephine Lalam                                                                           | 41,96 m      | Mercy Laker                                                                          | 39,34 m      | Caroline Aber                                                    | 35,27 m      |
| Speerwurf              | Josephine Lalam                                                                           | 53,20 m      | Lucy Aber Okumu                                                                      | 50,00 m      | Victoria Awidi                                                   | 48,76 m      |

## Crosslauf
Die nationalen Meisterschaften im Crosslauf fanden bereits am 16. Februar in Tororo sechs Wochen vor den Crosslauf-Weltmeisterschaften 2019 statt.

### Männer
| Disziplin       | Gold          | Leistung  | Silber           | Leistung  | Bronze          | Leistung  |
| --------------- | ------------- | --------- | ---------------- | --------- | --------------- | --------- |
| Crosslauf 10 km | Jacob Kiplimo | 28:57 min | Joshua Cheptegei | 29:08 min | Albert Chemutai | 29:21 min |

### Frauen
| Disziplin       | Gold           | Leistung  | Silber              | Leistung  | Bronze        | Leistung  |
| --------------- | -------------- | --------- | ------------------- | --------- | ------------- | --------- |
| Crosslauf 10 km | Stella Chesang | 33:31 min | Rachael Zena Chebet | 33:49 min | Esther Chebet | 34:38 min |

## Berglauf
Die 10. ugandischen  Meisterschaften im Berglauf sollen am 5. Oktober in Kapchorwa ausgetragen werden.